# Tropischer Monat
Ein tropischer Monat ist die Zeitspanne zwischen zwei aufeinanderfolgenden Durchgängen des Mondes durch den Stundenkreis des Frühlingspunkts. Allgemein ist in der Astronomie „tropisch“ gleichbedeutend mit „auf den Frühlingspunkt bezogen“.
Aufgrund der Präzession der Erdachse bewegt sich der Frühlingspunkt rückläufig (d. h. von Osten nach Westen) entlang der Ekliptik. Deshalb legt der Mond auf seiner Bahn während eines tropischen Monats – bezogen auf den Fixsternhintergrund – etwas weniger als einen vollen Umlauf von 360 Grad zurück. Ein tropischer Monat ist deswegen etwas kürzer als ein siderischer Monat (im Mittel um 6,8 Sekunden); er dauert durchschnittlich 27 d 7 h 43 min 4,7 s oder 27,32158 Tage (Jahr 2000).
Damit ist ein tropischer Monat auch deutlich kürzer als ein synodischer Monat, der auf den Stand des Mondes relativ zur Sonne bezogen ist.
Während einer Hälfte eines tropischen Monats ist der Mond nidsigend, also fallend, die andere Hälfte ist er obsigend, also steigend; diese Begriffe sind nicht zu verwechseln mit den Mondphasen zunehmend und abnehmend.